# Love Beyond Frontier
『Love Beyond Frontier』（ラブ ビヨンド フロンティア、タイ語: Love Beyond Frontier – อุบัติรักข้ามขอบฟ้า）は、タイで2008年から2009年まで、ならびに2019年に放送されたテレビドラマシリーズ。2019年版は2008年版のリメイクである。

## 2008年版

### 概要
シーズン1（原題：อุบัติรักข้ามขอบฟ้า）は、2008年に放送され、当時日本でも人気のあったGOLF&MIKEの2人が主演を務めた。
シーズン2（原題：อุบัติรักข้ามขอบฟ้า 2）は、シーズン1と同じキャストで2009年に放送された。

### キャストとキャラクター
主演
- マイク役：ピーラット・ニティパイサーンクン

タイと日本人のハーフ。父親が死ぬまでは日本で暮らしていたが、母親を探すためにタイを訪れる。
- パット役：ピーク・パタラサヤー・クルースワンシリ

タイの広告会社で働いている。タイにやってきたマイクと偶然出会い、家に泊めてあげることにする。
- ゴルフ役：ピチャヤ・ニティパイサーンクン

タイの裕福な家庭に生まれたが、家を出て母親に頼らない生活を始める。歌手になることを夢見ている。
- プル役：トゥーイ・ジャリンポン・ジュンキアット

ゴルフの友人で、一人暮らしを始めたゴルフに自分が経営しているアパートの一室を貸している。

## 2019年版

### 概要
原題「Love Beyond Frontier อุบัติรักข้ามขอบฟ้า」は、2019年に放送された2008年版のリメイク作品。主演はクリス・ピーラワット・シェーンポーティラット、ナムターン・ティパナリー・ウィーラワトノドム、ニュー・ティティプーン・テーシャアパイクン、ジェーン・ラミダー・ジーラノラパットで、ウォラウェ・ダヌウォンが監督した。GMMTVがLasercat Studioと共に制作し、2018年11月5日に「Wonder Th13teen」のイベントにて2019年放送予定の13のテレビシリーズの一つとして発表された。 GMM 25とLINE TVにて2019年5月12日から2019年8月4日にそれぞれ20:00 ICTと22:00 ICTに放送された。
2008年版では主人公はタイと日本のハーフという設定だったが、2019年版ではタイと中国のハーフに設定が変更された。これに合わせて主人公の名前も中国風に変更されている。

### キャストとキャラクター
主演
- ワン役：クリス・ピーラワット・シェーンポーティラット[8][9]
- パット役：ナムターン・ティパナリー・ウィーラワトノドム
- ウィン役：ニュー・ティティプーン・テーシャアパイクン
- プル役：ジェーン・ラミダー・ジーラノラパット

脇役
- ローズ役：ペンパック・シリクン
- パー役パットの母親：アパシリ・ニティポン
- チュアン（パットの父親）役：スメット・オンアート
- フー役：レオ・ソッセイ
- ボー（プルの父親）役：ジラワット・ワチラサランパット
- エージェント役：ニッキー・ナチャット・ジャンタパン
- 看護師役：プレープロイ・オリー

## サウンドトラック
| 年   | 曲名         | ローマ字タイトル          | アーティスト         | Ref.   |
| ---- | ------------ | ------------------------- | -------------------- | ------ |
| 2008 | ยิ่งรักยิ่งเจ็บ    | Ying Rak Ying Jaeb        | GOLF&MIKE            | [ 10 ] |
| 2008 | ไม่พอดี ไม่ดีพอ  | Mai por dee Mai dee por   | GOLF&MIKE            |        |
| 2008 | จะไปส่งให้ถึงมือ | Ja Pai Song Hai Teung Meu | GOLF&MIKE            |        |
| 2019 | ยิ่งรักยิ่งเจ็บ    | Ying Rak Ying Jaeb        | クリス・ピーラワット | [ 11 ] |
| 2019 | SKY          |                           | クリス・ピーラワット |        |

## 日本での放送
2021年5月6日（木曜日）の23:00より、2019年版がBS朝日にて日本で初めて放送される。
ネット配信
BS朝日での放送後、TVerにおいて放送直後の回も含めた全話をネット配信する予定となっている。タイのドラマが日本でネット配信されるのも初めてとなる。また、TVerのほかに以下のウェブサイトにおいても同様に配信する予定である。
- テレ朝動画（テレ朝見逃し無料）
- ABEMA